# Seymeria
Seymeria – rodzaj roślin z rodziny zarazowatych (Orobanchaceae). Obejmuje 19 gatunków. Rośliny te występują w Ameryce Północnej – w południowej części Stanów Zjednoczonych od Arizony po Florydę i Wirginię, na Bahamach oraz w północnym i środkowym Meksyku. Seymeria cassioides jest półpasożytem sosen.

## Morfologia
PokrójByliny i rośliny roczne o łodygach prosto wzniesionych i rozgałęziających się, gruczołowato owłosionych, obłych na przekroju.
LiścieNaprzeciwległe, siedzące, o blaszkach pierzasto lub podwójnie pierzasto wcinanych lub podzielonych na równowąskie i nitkowate odcinki.
KwiatySiedzące. Kielich miseczkowaty z 5 równowąskimi łatkami dłuższymi od części zrośniętej. Korona grzbiecista, żółta, często z fioletowymi plamkami. Szeroko rozpostarte wargi są dłuższe od rurki korony. Pręciki cztery, wystające z rurki korony, o nitkach owłosionych. Zalążnia jajowata.
OwoceTorebki zawierające liczne oskrzydlone lub nie nasiona.

## Systematyka
Pozycja systematyczna
Rodzaj z rodziny zarazowatych Orobanchaceae, w której obrębie klasyfikowany jest do plemienia Gerardieae.
Wykaz gatunków
- Seymeria anita E.Carranza & C.Medina
- Seymeria bipinnatisecta Seem.
- Seymeria cassioides (J.F.Gmel.) S.F.Blake
- Seymeria coahuilana (Pennell) Standl.
- Seymeria cualana B.L.Turner
- Seymeria decurva Benth.
- Seymeria deflexa Eastw.
- Seymeria falcata B.L.Turner
- Seymeria gypsophila B.L.Turner
- Seymeria integrifolia Greenm.
- Seymeria laciniata (M.Martens & Galeotti) Standl.
- Seymeria mazatecana B.L.Turner
- Seymeria pailana B.L.Turner
- Seymeria pectinata Pursh
- Seymeria pennellii B.L.Turner
- Seymeria scabra A.Gray
- Seymeria sinaloana (Pennell) Standl.
- Seymeria tamaulipana B.L.Turner
- Seymeria virgata (Kunth) Benth.